# Punta cola de pescado

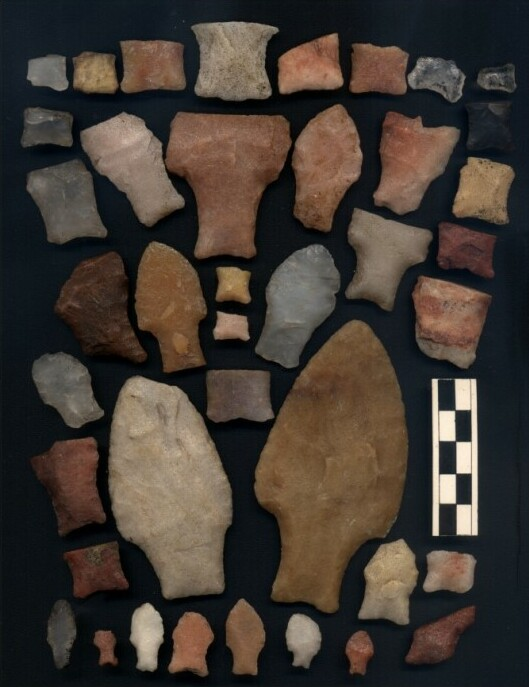
Puntas cola de pescado de los sitios arqueológicos Cerro La China y Cerro El Sombrero, Región Pampeana argentina. Estas puntas se encuentran exhibidas en el Museo Histórico Regional "Egisto Ratti".

La punta cola de pescado es un tipo de punta de lanza o de propulsor, confeccionada en piedra, con tecnología de talla bifacial característica de un momento del poblamiento humano inicial de América del Sur. El nombre alude a su característica forma de pescado, aunque hay algunas variaciones en la morfología de las puntas estudiadas.

## Primeros hallazgos

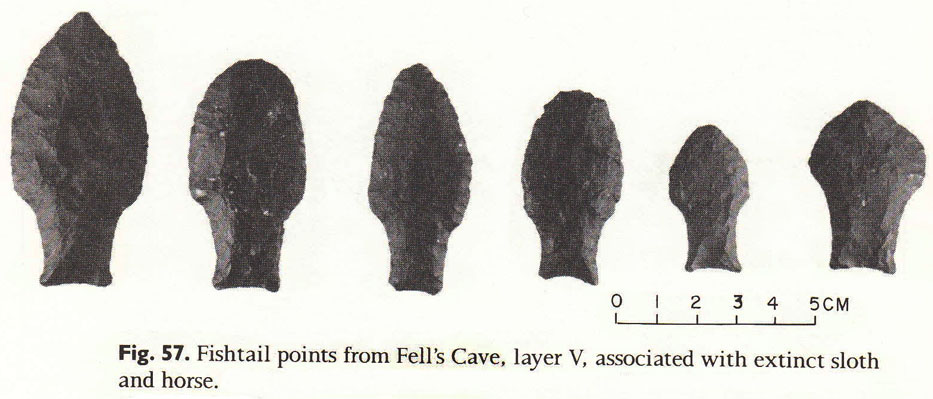
Puntas cola de pescado excavadas en la Cueva Fell, Chile

El primer investigador que reconoció la importancia de este tipo de puntas fue Junius Bird, en 1936-37 en el sitio Cueva Fell, en el extremo sur de Chile. La particular morfología de estas puntas llamó la atención de numerosos investigadores desde su primera publicación en la comunidad académica en 1938. Con el desarrollo de las investigaciones se fueron registrando más sitios arqueológicos con puntas cola de pescado, en diferentes regiones geográficas y con variaciones en el tamaño, la morfología y la materia prima utilizada para su confección. Un rasgo importante de las puntas es que algunas presentan acanaladuras en una o ambas caras del pedúnculo, característica que las vinculó a las puntas Clovis de Norteamérica. En varios de los hallazgos, incluyendo el primero, se las registró asociadas a megafauna extinta sudamericana.

## Distribución geográfica
Las puntas cola de pescado se registraron en sitios arqueológicos de todo el continente sudamericano. En particular, hay alta densidad de hallazgos en el cono sur, principalmente en Uruguay, Argentina y en menor medida, Chile. Sin embargo, otra característica es su distribución discontinua con concentraciones de ejemplares en algunos sitios arqueológicos particulares. 
Algunos sitios arqueológicos donde se registró la presencia de puntas cola de pescado son: 
| Sitio           | País      | Región                 | Autoría           |
| --------------- | --------- | ---------------------- | ----------------- |
| Cueva Fell      | Chile     | Patagonia chilena      | Junius B. Bird    |
| Tagua- Tagua    | Chile     | O´Higgins              | Lautaro Núñez     |
| Cueva del Medio | Chile     | Última Esperanza       | Hugo Nami         |
| Piedra Museo    | Argentina | Patagonia argentina    | Laura Miotti      |
| La China        | Argentina | Pampa                  | Nora Flegenheimer |
| El sombrero     | Argentina | Pampa                  | Nora Flegenheimer |
| Lago San Roque  | Argentina | Sierras Centrales      | Diego Rivero      |
| Varios          | Uruguay   | Cuenca del Río Uruguay | Rafael Suárez     |
| Varios          | Brasil    | Sureste de Brasil      | Daniel Loponte    |
| El Inga         | Ecuador   | Valle de los Chillos   | Robert E. Bell    |

## Asociación con la megafauna
La megafauna sudamericana se extinguió hacia finales del Pleistoceno e inicios del Holoceno, es decir, quienes usaron puntas cola de pescado convivieron con estos grandes mamíferos. Se han registrado algunas evidencias de que las primeras poblaciones humanas cazaban y consumían esos animales, además de fauna de menor porte.

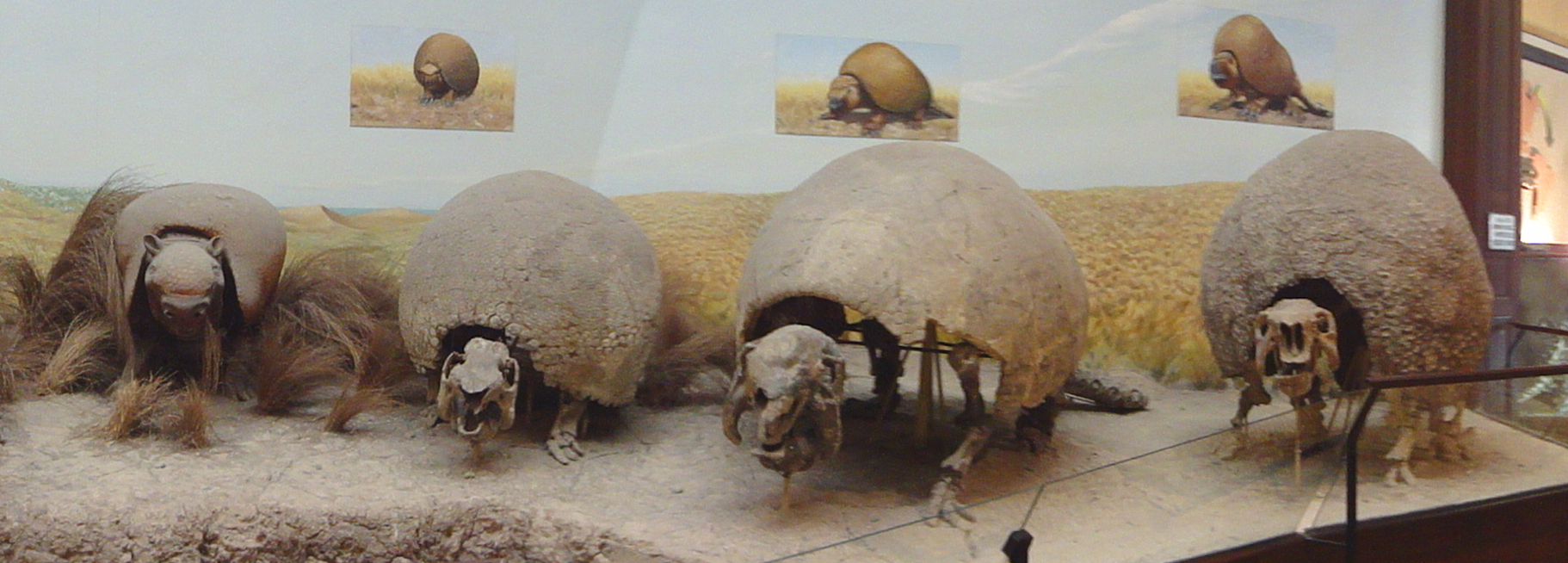
Ejemplares de megafauna extinta que coexistieron con poblaciones humanas en Sudamérica

Al mismo tiempo, las puntas cola de pescado tienen una existencia muy puntual en todo el subcontinente ya que aparecen en un tiempo muy acotado y luego desparecen, son reemplazadas por otras tecnologías líticas. 
La aparición de las armas puntas cola de pescado en sitios arqueológicos coincide temporalmente con la extinción de la megafauna, y su registro está asociado en términos espaciales. Esto sirvió para que algunos investigadores propusieran una fuerte relación entre la densidad temporal y la distribución espacial entre la megafauna y las puntas de proyectil cola de pescado. Esta hipótesis sugiere que esta arma fue diseñada y utilizada para la caza de megafauna, lo cual desencadenó una serie de transformaciones que contribuyeron a su extinción.